# Čertův dub (strom, Choceňsko)
Čertův dub u obce Sruby byl pověstí opředený památný strom, který rostl na jihozápadním úbočí stejnojmenného vrchu Čertův dub v okrese Ústí nad Orlicí. Strom byl známý především díky pověsti, kterou zachytilo několik místních autorů; motiv pověsti proslavil Jan Werich pohádkou Až opadá listí z dubu ve sbírce Fimfárum.

## Základní údaje
- název: Čertův dub[2][6][7]
- druh: dub (Quercus)[3]
- památný strom ČR: pravděpodobně není vyhlášen[1]
- souřadnice: 50° 0′ 31,34″ s. š., 16° 10′ 32,34″ v. d.[8]

Lokalitě se dříve říkalo U Čertova dubu, dnes nese vrcholová partie v okolí pomníčku pomístní název U Partyzána – na nejvyšším místě kopce byl totiž po druhé světové válce postaven pomníček partyzána Alexandra Bogdanova, který padl 1.5.1945 v boji o choceňské letiště. Katastrální mapa uvádí název U Slatinkova borku.
Samotný památný strom rostl zhruba 100 metrů jihovýchodně od pomníku, stačilo sejít ze zelené turistické trasy (asfaltová silnice Choceň – Horní Jelení) cestičkou dolů.. Po jeho pádu v srpnu 2015 byl v roce 2017 název přenesen na nový, již vzrostlý strom, tentokrát blíže rozcestí.

## Historie a pověsti
Strom byl původně součástí panského polesí, které se táhlo v pruhu od Srubů téměř k Chocni. Na současný Čertův dub pověst přešla z původního, který po staletích sešel věkem a byl před více než 100 lety poražen. Dub zmiňovaný v díle F. Lásky dožil v roce 2015. S podobným přenosem pověsti na novou generaci po zániku původní se setkáváme u řady památných stromů, podobný vývoj se předpokládá například u Svatováclavského dubu ve Stochově, Oldřichůva dubu v Peruci a dalších.
O Čertově dubu vypráví i místní pověst o chlapci, který se z chudoby upsal čertu. Ten ho směl odnést do pekla, až opadá listí z místního dubu. Když si po letech jednou na podzim čert přišel pro jeho duši, vzal ho mladý hospodář ke stromu. Dub měl ale na rozdíl od ostatních listnáčů ještě nějaké listí na větvích. Čert přišel ještě jednou na jaře, ale když zjistil, že zbytky listí z dubu opadávají teprve až když vyraší nové, zmizel a už se víckrát neukázal.
Této pověsti a Čertovu dubu a se ve svém díle věnovali Karel Prudič (spisovatel a zakladatel muzea v Chocni), František Láska (spisovatel a rolník ze Srubů), Antonín Hlinecký (učitel a spisovatel ze Skutečska) a spisovatel Zdeněk Meduna. Stejný motiv také použil Jan Werich v pohádce Až opadá listí z dubu v knize Fimfárum.
Teoretik umění Miroslav Zelinský se domnívá, že tato pohádka byla inspirována Čertovým švagrem.
Při příležitosti přenosu jména Čertův dub na nový strom v roce 2017 byla nedaleko nového dubu instalována iniciativou pana Jana Stratílka ze Srubů rozměrná dřevořezba na motivy jedné z verzí pověsti o Čertově dubu, dílo řezbáře  Josefa Cypriána ml. z Podhradí u Lichnice.

## Památné a významné stromy v okolí
V okolí roste několik 300letých dubů a památných lipových alejí. Nejbližší dub roste 1 km severovýchodně pod kopcem u osady Darebnice, jeho obvod přesahuje 6 metrů. 2,5 km severně u bývalého dvora Postolov roste další dub letní o obvodu 659 cm. Přímo Chocní vede památná lipová alej – lípa malolistá, která stojí u hřbitova, dosahuje obvodu 430 cm. Další památná alej spojuje od roku 1773 zámek v Chocni s vrchem Chlum, původním popravištěm. Třetí začíná u bývalého dvora Postolov a vede podél staré cesty z Plchůvek do Chocně. Největší lípa v této aleji dosahuje obvodu 560 cm, zaniklé lípy místy nahradily jírovce.
- Alej u Postolova (2,8 km s, 50°1′54″ s. š., 16°10′58″ v. d. až 50°2′11″ s. š., 16°10′23″ v. d.)[p 1]
- Borovice lesní u Trojhránku (1,4 km jv, 50°0′5″ s. š., 16°11′36″ v. d.)
- Dub letní u Postolova (2,6 km s, 50°1′56″ s. š., 16°11′ v. d.)
- Dub letní v Darebnicích (1,3 km sv, 50°1′5″ s. š., 16°11′22″ v. d.)
- Duby letní a lípa srdčitá v Dobříkově (3,2 km zjz, 50°0′3″ s. š., 16°8′2″ v. d.)
- Duby letní u lesa v Dobříkově (3,0 km z, 50°1′21″ s. š., 16°8′9″ v. d.)
- Lípa srdčitá v zatáčce u hřbitova v Chocni (3,7 km jv, 50°0′11″ s. š., 16°13′44″ v. d.)
- Lipová alej do Hemže (4,2 km v, 50°0′21″ s. š., 16°14′7″ v. d.)[p 2]
- Lipová alej v Chocni od zámku na Chlum (4,1 km jv, 49°59′57″ s. š., 16°13′33″ v. d. až 49°59′10″ s. š., 16°13′29″ v. d.)